# Campionati europei di ciclismo su pista 2018 - Corsa a eliminazione femminile
La gara a eliminazione femminile ai Campionati europei di ciclismo su pista 2018 si è svolta il 5 agosto 2018 presso il Commonwealth Arena and Sir Chris Hoy Velodrome di Glasgow, nel Regno Unito.

## Podio
| Pos.    | Atleta             | Nazionalità   |
| ------- | ------------------ | ------------- |
| Oro     | Laura Kenny        | Gran Bretagna |
| Argento | Anna Knauer        | Germania      |
| Bronzo  | Evgenia Augustinas | Russia        |

## Risultati
| Posizione | Atleta                | Nazione       |
| --------- | --------------------- | ------------- |
| 1         | Laura Kenny           | Gran Bretagna |
| 2         | Anna Knauer           | Germania      |
| 3         | Evgenia Augustinas    | Russia        |
| 4         | Amy Pieters           | Paesi Bassi   |
| 5         | Elisa Balsamo         | Italia        |
| 6         | Maria Martins         | Portogallo    |
| 7         | Shannon McCurley      | Irlanda       |
| 8         | Clara Copponi         | Francia       |
| 9         | Irene Usabiaga        | Spagna        |
| 10        | Trine Schmidt         | Danimarca     |
| 11        | Aline Seitz           | Svizzera      |
| 12        | Tetyana Klimchenko    | Ucraina       |
| 13        | Alžbeta Bačíková      | Slovacchia    |
| 14        | Palina Pivavarava     | Bielorussia   |
| 15        | Lucie Hochmann        | Rep. Ceca     |
| 16        | Kristina Kazlauskaitė | Lituania      |
| 17        | Lucja Pietrzak        | Polonia       |
| 18        | Sara Ferrara          | Finlandia     |
| 19        | Gilke Croket          | Belgio        |